# Rejentówka
Rejentówka – peryferyjna część Radzymina, w województwie mazowieckim, w powiecie wołomińskim, w gminie Radzymin.
Leży w północnej części Radzymina, około 4,5 km od centrum miasta, wzdłuż ulicy Wróblewskiego / Jałowcowej, przy drodze na Rudę. Rejentówkę okalają obszerne lasy.
Obszar ten stanowi zabudowania na terenach włączonych do Radzymina w związku ze znacznym poszerzeniem jego granic w latach 1920..